# Dovolená (Star Trek)
Dovolená (v anglickém originále Shore Leave) je patnáctý díl první řady seriálu Star Trek. Premiéra epizody proběhla 29. prosince 1966.

## Příběh
Hvězdného data 3025.3 kosmická loď USS Enterprise (NCC-1701) vedená kapitánem Jamesem Tiberius Kirkem doráží na orbitu planety systému Omicron Delta. Senzory ukazují, že planeta je neobydlená, bez fauny s pozemskou atmosférou. Protože je posádka lodě unavená po posledních 3 měsících služby, kapitán Kirk chce nařídit dovolenou, ale nejprve vysílá na povrch planety výsadek složený z Dr. McCoye, poručíka Sulu, aby ověřili data z lodních senzorů. Prostředí se zdá pro dovolenou jako stvořené, ale McCoye zaskočí setkání s velkým, mluvícím králíkem a následně s malou dívkou podobnou té z příběhu Alenka v říši divů. První důstojník Spock dovolenou odmítá, protože Vulkáncům stačí klasický odpočinek a nikoliv plýtvání energie v přírodě. Donutí však k odpočinku kapitána Kirka.
Na povrchu planety se transportuje Kirk s dalšími členy posádky. Při pátrání po McCoyově králíkovi však potkává starého přítele z akademie Federace. Pan Sulu nachází starou pistoli, pro něj krásný sběratelský kousek. Vše vrcholí, když Kirk potkává ženu, kterou kdysi miloval. Je zřejmé, že planeta není tak obyčejná, jako se zdála. Pan Spock hlásí kapitánovi, že objevil jakýsi druh silového pole, které patrně vychází z útrob planety a hlavně odčerpává energii Enterprise. Kvůli úbytku energie se stále zhoršuje spojení mezi výsadkem a lodí. Kirk a Sulu zjišťují, že kromě komunikátorů nefungují ani phasery. Když se na povrch transportuje i pan Spock, zbývá energie sotva na 1 další transport. Jako potíž se jeví také to, že zjevení nejsou jenom přátelská. Pan Sulu je napaden samurajem a Dr. McCoy proboden rytířem. Při ohledání humanoida v brnění Spock zjišťuje, že byl vyroben ze stejné buněčné struktury, jako vše okolo. Záhy výsadku dochází, že se na planetě zhmotňují jejich myšlenky a přání. Kirk následně svede dlouhou a tvrdou rvačku s Finnigenem - jeho spolužákem z akademie. Celý výsadek se poté setkává s mužem, který se představí jako strážce. Ten vysvětluje, že planeta je vlastně zábavní park, který dopřeje jeho návštěvníkům vše co chtějí. Úlevu, radost, hrdinství, akci nebo i strach. Záhy se objevuje i Dr. McCoy, který vysvětluje, že v podzemí planety se nachází obří továrna pro tvorbu snů. Spolu s kapitánem pak dovolují začít transportovat zbytek posádky Enterprise.
Po skončení dovolené se vrací na Enterprise a opouští orbitu planety.